# Colorado (Neil Young)
| Recensione     | Giudizio |
| -------------- | -------- |
| AllMusic       | [ 1 ]    |
| Clash          | 8/10     |
| Exclaim!       | 9/10     |
| The Guardian   | [ 4 ]    |
| NME            | [ 5 ]    |
| The Observer   | [ 6 ]    |
| Pitchfork      | 7.4/10   |
| Rolling Stone  | [ 8 ]    |
| Slant Magazine | [ 9 ]    |

Colorado è il 40° album in studio del cantautore canadese Neil Young e del gruppo musicale statunitense Crazy Horse, pubblicato nel 2019.
Preceduto dai singoli Milky Way e Rainbow of Colors, il disco è dedicato alla memoria di Elliot Roberts, manager di Young fin dal 1967, morto a 76 anni il 21 giugno 2019.

## Tracce
Testi e musiche di Neil Young.
1. Think of Me – 3:02
2. She Showed Me Love – 13:36
3. Olden Days – 4:04
4. Help Me Lose My Mind – 4:14
5. Green Is Blue – 3:48
6. Shut It Down – 3:43
7. Milky Way – 5:59
8. Eternity – 2:43
9. Rainbow of Colors – 3:35
10. I Do – 5:37